# Леща
 Тази статия е за растението.  За оптичния елемент вижте Леща (оптика).  
Лещата (Lens culinaris) е вид едногодишно растение от семейство Бобови (Fabaceae). Тя се отглежда за семената ѝ, които се използват за храна. На височина израства до 20 – 40 cm, но при повече грижи при отглеждането ѝ стига до 70 cm. Стъблото ѝ е изправено, силно разклонено още от основата, а листата ѝ са сложни, перести. Всеки отделен лист има 3 – 7 чифта продълговати листчета, а на върха завършва с дълго раздвоено или просто мустаче.

## История
Лещата е култивирана за първи път в Плодородния полумесец, в Близкия изток и след това се разпространява в Европа, Близкия изток, Северна Африка и Индо-Гангската равнина. Най-старите известни находища на култивирана леща са от гръцката пещера Франкти и датират от 11 000 г. пр. н.е. При археоботанически разкопки са открити карбонизирани останки от семена на леща разнообразни от места като Тел Рамад в Сирия (6250–5950 г. пр. н.е.), Бейда в Йордания, Хачилар в Турция (5800–5000 г. пр. н.е.), Тепе Сабз в Иран (5500–5000 г. пр. н.е.), Аргиса-Магула Тесали в Гърция (6000–5000 г. пр. н.е.) и др.